# 苏必利尔 (科罗拉多州)
苏必利尔（英語：Superior），是美国科罗拉多州博尔德县下属的一座城市。建市于1904年6月10日，面积大约为4平方英里（10.36平方公里）。根据2010年美国人口普查，该市有人口12,483人。2011年估计该市有人口12,692人，相比2010年人口增长率为1.67%。同时，论人口该市是科罗拉多州第37大城市。